# Fable de Venise
Fable de Venise (titre original italien : Favola di Venezia) est une aventure de Corto Maltese. Écrite et dessinée par Hugo Pratt, elle se déroule du 10[réf. nécessaire] au 25 avril 1921. La toile de fond en est la montée du fascisme en Italie, après la Première Guerre mondiale.
Sous la surveillance du dieu Abraxas, des loges maçonniques et des milices fascistes, Corto Maltese est sur la piste de la « Clavicule de Salomon ». Tous les ingrédients d’un roman d'aventure sont présents : une énigme, une émeraude légendaire, des femmes mystérieuses, des aristocrates déchus, des « Chemises noires », des loges maçonniques, des sociétés secrètes et les lieux magiques de Venise.
L'auteur apporte ici ses souvenirs de jeunesse et recrée un monde qui n'existe plus, composant une aventure qui finit dans un rêve. « C’est le témoignage de mon amour pour Venise », disait-il.

## Protagonistes
Pour son épisode, Pratt mêle des personnages historiques avec des personnages fictifs, parfois inspirés de personnes réelles:

### Personnages historiques
- Le poète Gabriele D'Annunzio[a]
- L’écrivain Frederick Rolfe, dit le Baron Corvo, artiste anglais mort à Venise.

### Personnages de fiction
- Corto Maltese : une lettre posthume du baron Corvo le met au défi de retrouver une pierre magique.
- Bepi Faliero : franc-maçon de la loge Hermès Trismégiste. Il explique n'avoir aucun lien avec la famille Faliero, qui donna à la ville un doge tristement célèbre.
- Stevani : appartient à la milice des Chemises noires de la Sérénissime[b].
- Hipazia : mathématicienne et philosophe néoplatonicienne, fille du docteur Teone[c].
- Teone : astronome, astrologue et mathématicien. Maître secret de la loge Hermès, faisant partie de la Grande Loge d'Italie.
- Melchisedech : savant du « vieux ghetto » (quartier Juif de la ville), portant le nom d'un personnage biblique, spécialiste des écritures anciennes. Corto l'a déjà rencontré lors d'un précédent voyage vénitien, dans la courte histoire L'Ange à la fenêtre d'Orient (publiée dans Les Celtiques). Y apparaissaient aussi sa petite-fille Esther et le gondolier Œil de fée. La première sera citée par le second, que l'on revoit dans l'histoire présente.

- Raspoutine : apparaît en songe sous l’apparence de Saud Khalula.
- Petit Pied d’argent : vendeuse de graines, elle fait équipe avec Corto pour l’aider dans sa recherche.
- Böeke : fils de Petit Pied d’argent, marin naïf, secrètement amoureux de Hipazia. Déjà apparu dans La Ballade de la Mer salée
- Louise Brookszowyc : amie de Petit Pied d’argent, d'origine polonaise. Elle est plus connue sous le nom de « Belle de Milan »[d]. Partie par la suite pour l'Argentine, Corto partira à son secours dans Tango.

## Histoire en quatre chapitres

### La Loge d’Hermès

Abraxas, qui apparaît sur un mur de la loge Hermès Trismégiste et sur un de la demeure d'Hipazia.

Poursuivi par la milice fasciste, Corto Maltese trouve refuge chez les francs-maçons. La nuit tombée, un de leurs membres, Bepi Faliero l’accompagne dans les rues de Venise. Chemin faisant, le Maltais lui fait savoir qu’il est dans la cité pour chercher une émeraude, appelée « Clavicule de Salomon ». Ils rencontrent alors un groupe de Chemises noires mené par Stevani qui leur cherche noise. Passant par là, le poète Gabriele D'Annunzio intervient pour calmer le jeu. 
Reprenant leur chemin, tous trois viennent à parler de la philosophe néoplatonicienne, Hipazia et de l’écrivain Frederick Rolfe, dit le Baron Corvo. Voyant l’intérêt de Corto Maltese pour ces deux personnages, Faliero l'invite à rencontrer la philosophe. D’Annunzio, pour sa part, va tâcher de le mettre en relation avec ce Stevani, car son père avait bien connu le Baron Corvo.

### L’Énigme du Baron Corvo

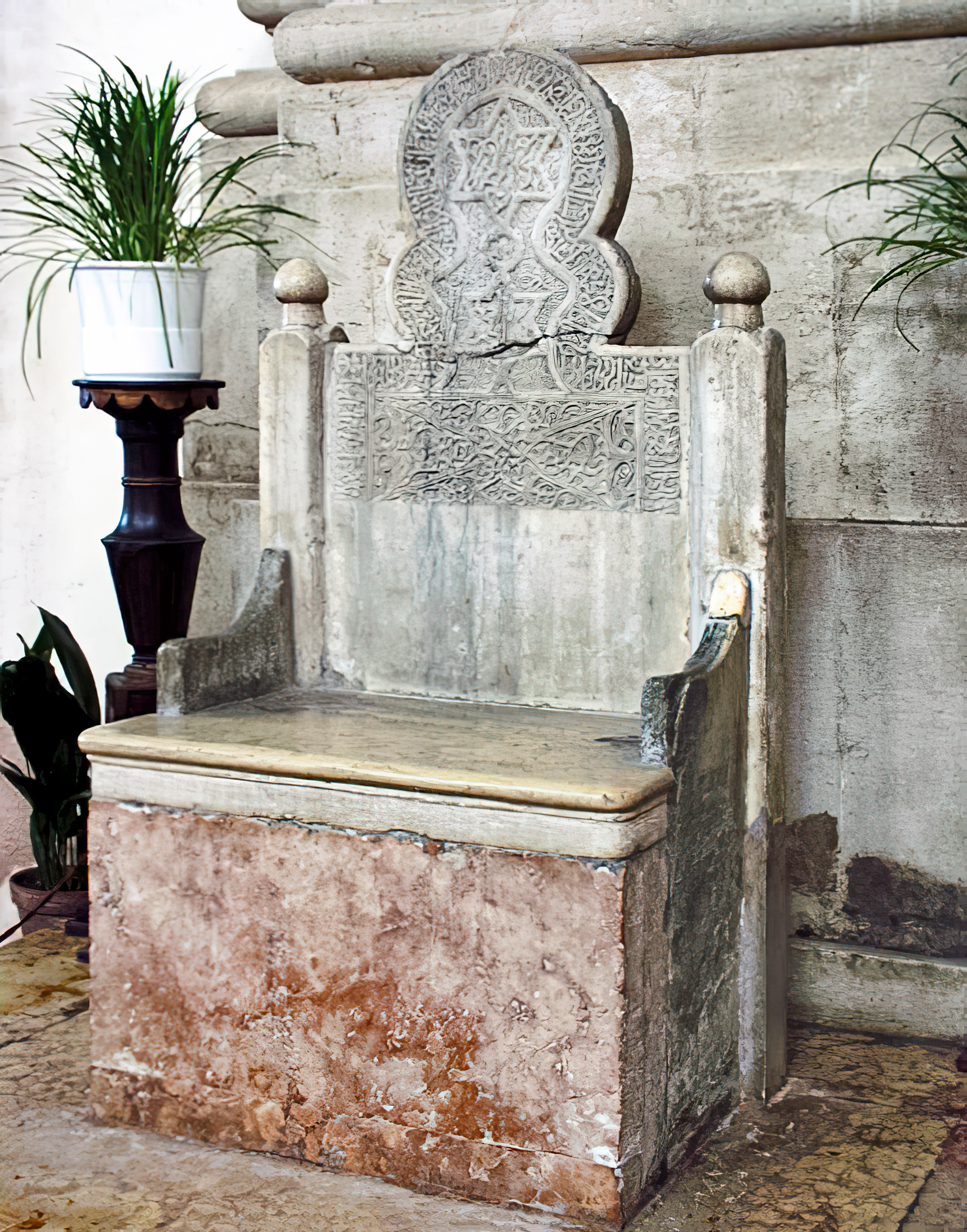
Trône de saint Pierre, basilique San Pietro di Castello.

Bepi l’emmène donc rencontrer Hipazia. Venant à parler de l’émeraude magique, Corto révèle que peu avant sa mort, le Baron lui a envoyé une devinette : Le lion grec perd sa peau de serpent septentrional entre les brumes de Venise… 
Plus tard, Corto entre dans l’église de San Pietro di Castello examiner la chaire de l’apôtre Simon Pierre dont le dossier est orné d’une stèle funéraire. Ce sont les inscriptions arabes de cette pierre que le Baron Corvo voulait déchiffrer. 
Il se rend ensuite jusqu’à l’arsenal pour examiner et relever les runes scandinaves gravées à l’épaule du lion grec (ce qui correspond à l'énigme) qui en garde l’entrée. Puis s’en va dans le « vieux ghetto », les soumettre à son ami, le savant Melchisedech.
Le lendemain, pensant à ce que lui a dit le poète d’Annunzio au sujet du père de Stevani, il décide de tenter de le voir malgré le temps pluvieux. 
Bepi Faliero l’a devancé. Il est déjà chez Stevani pour lui rendre compte des recherches que fait Maltese. En lisant le journal du baron adressé à son père, Stevani raconte le périple de l’émeraude dont la trace se perd finalement dans Venise. 
En arrivant devant la maison, Corto entend deux détonations. Il accourt à l’intérieur et découvre Stevani gisant blessé. Les « Chemises noires » font irruption. Croyant le marin coupable, ils le poursuivent. 
Dans la rue, deux carabiniers aperçoivent Corto qui s’enfuit sur les toits. Ils entrent dans la maison. Stevani innocente Corto Maltese. Alors qu’un des carabiniers s’élance vers le grenier, il est abattu d’une balle dans les escaliers.

### L’Escalier des rencontres
Corto poursuit sa course sur les toits de la ville. Glissant sur des tuiles mouillées, il perd l’équilibre et tombe sur une terrasse… Rêvant qu'il tombe vers le haut, il se retrouve au milieu de reflets d'eau formant des caractères arabes et aperçoit une main de Fatima couverte de symboles des Gardes noires. Puis, il ouvre une sorte de lampe d'Aladin, d'où sort Saud Khalula, sous les traits de son ami Raspoutine. Ce dernier, devenu libre, envisage de retrouver la clavicule dans la maison où il l'avait caché. Mais il finit par se fâcher et envoyer sa garde contre Corto, qui leur échappe en quittant ce rêve.
Recueilli par Petit Pied d’argent et confié aux bons soins de Louise Brookszowyc, la « Belle de Milan », il se réveille au bout de trois jours. Elle lui révèle que Stevani est hors de danger, qu’il l’a innocenté mais refuse de révéler le nom du coupable et que le journal du baron a été volé. Pour couronner le tout, un des carabiniers a été abattu. 
La nuit venue, Petit Pied d’argent, accompagnée de son fils Böeke, vient s’enquérir de la santé…
Maintenant sur pied, Corto se rend chez les francs-maçons pour s’entretenir de l’affaire Stevani avec le maître secret, qui n’est autre que Teone, le père d’Hipazia. Corto Maltese lui montre l’insigne maçonnique qu’il a trouvé près du corps du milicien et qui le porte à croire à la culpabilité d’un des membres de leur institution. 
Un maçon ne trahit pas ses frères. Teone lui conseille de la détruire. De leur côté, ils se chargeront d’éliminer tous les soupçons qui pèsent sur lui. 
Mais Corto ne veut pas s’en tenir là… 

### Les Révélations de Saint-Marc
Dans ce dernier chapitre, notre héros découvre la cachette où aurait été dissimulée l'émeraude, à « l'escalier des rencontres », dans la cour de la loge maçonnique. Mais au moment de l'ouvrir, il se fait attaquer par un des frères, qui s'avère être Bepi Faliero. Ce dernier, finalement neutralisé et sur le point de mourir, confesse qu'il voulait se débarrasser de tous ceux cherchant la pierre, aidé de sa complice Hipazia. Le marin se décide à ouvrir la cachette, mais il n'y trouve qu'une lettre de Corvo, datée du 1er avril, qui, comme lui, fut déçu de la trouver vide. Mais tout d'un coup, un incendie se déclenche. Hipazia, qui se croyait dans sa folie, la réincarnation de la philosophe Hipatia et gardienne de la pierre, est coupable de tous les crimes et de toutes les trahisons. Elle mourra, assassinée par Stevani, qui a mis le feu aux lieux.
Une fois le drame passé, Teone, le père d'Hipazia, finit à l'hôpital. Il avoue avoir entretenu la folie de sa fille pour la garder auprès de lui, mais à son grand regret, il ne fit qu'empirer son état, ce qui conduisit à sa perte. Le pauvre Böeke  Quant à Louise Brookszowyc, elle partira à Buenos Aires, travailler pour l’association de la Warsavia.
Finalement, Corto Maltese décide de retourner à « l'escalier des rencontres » car c'est la nuit qui précède le 25 avril, jour de la saint-marc. Une légende affirme que tous les ans à ce moment-là, on y fait d'étranges rencontres. En effet, le marin discute d'abord avec un puits de la cour, qui prétend être « Arlekin Batocio », soldat à Kandia et masque vénitien. Puis, il procède à une présentation onirique et théâtrale des différents personnages de cette fable, qui se réunissent pour remercier le public. Enfin, il se dirige vers « la porte de l’aventure » — chemin déjà emprunté pour entamer son périple sibérien et qu'il suit cette fois pour partir à Rhodes —, en se rendant dans un des lieux magiques et secrets de la ville où il « demande à entrer dans une autre histoire, dans un autre endroit ». Ce, non sans avoir auparavant trouvé, mystérieusement apparue au fond de sa poche, la clavicule de Salomon. « Il n'y a qu'à Venise que de telles choses arrivent... » 

## La clavicule de Salomon
Le terme "clavicule" (du latin clavis, la clé) peut désigner une formule magique (voir Clavicula Salomonis). Mais dans cette aventure, il désigne aussi un bareket émeraude (qui se dit en hébreu "Bāréqeth") très pure et magique, enlacée par trois serpents, symbole de la connaissance hermétique. Dans la bande dessinée, de nombreux dialogues expliquent son histoire, dont on peut tirer le chapitre suivant.

### Origines de la clavicule
Cet objet provient de la tribu de Ruben Satanas, qui la donna à Lilith. Selon la Kabbale, celle-ci fut la première femme d'Adam (avant Ève), pour ensuite devenir celle de Caïn. Ce dernier, fils d'Adam et Ève, lui prit la pierre lorsqu'il voulut reconquérir le Paradis perdu par ses parents.
L'émeraude fit ensuite partie des pierres précieuses du pectoral du roi Salomon (Urim et Thummim), qui la donna à son architecte Iram, en remerciement pour la construction de son Temple de Dieu (premier Temple de Jérusalem). Le roi magicien y avait gravé un message secret réservé aux initiés, menant à un des trésors du souverain et de la reine de Saba.

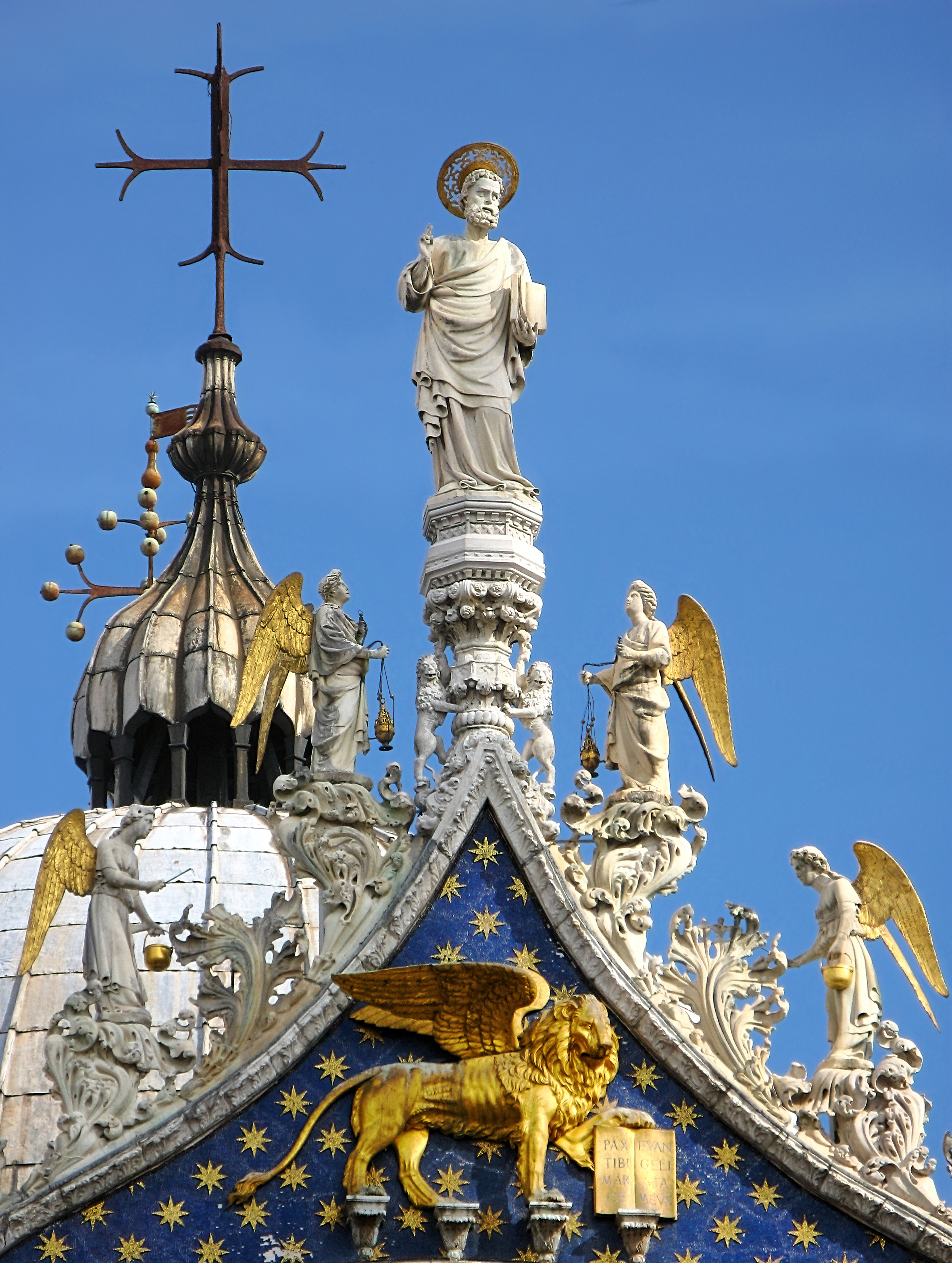
Le lion de saint Marc couronne le portail, surmontant la basilique à son nom, Venise.

Entre les mains de Simon le Magicien, il la donna à l'apôtre Simon Pierre (saint Pierre) à Antioche, après avoir perdu un pari contre lui. Simon Pierre la confia alors à saint Marc (évangéliste, symbolisé par un lion), futur saint patron de Venise. Ce dernier l'emporta avec lui lorsqu'il partit pour l'Égypte, afin de fonder l'Église d'Alexandrie. Mais il fut étranglé par deux tueurs d'une secte gnostique, liée à Simon le Magicien, qui la lui prirent. Ils la ramenèrent là où celui-ci l'avait perdue, à Antioche. Dans cette ville, elle fut remise au commanditaire de l’assassinat, Basilide (gnostique disciple de ce Simon), qui enseigna ensuite à Alexandrie. Il la transforma en « gemme gnostique du genre Abraxas ».
Par la suite, la pierre passa de mains en mains : par des hérétiques caïnites, des philosophes égyptiens… jusqu'à ce que les Arabes conquissent Alexandrie, en 641. Amr ibn al-As (compagnon de Mahomet, qui le nomma général) la fit garder par des prêtres. C'est alors que deux commerçants vénitiens (Buono de Malamocco (it) et Rustico da Torcello) la dérobèrent, avec la dépouille de saint Marc. Ils la cachèrent sous le corps du saint et sous de la viande de porc, puis l'emmenèrent dans leur ville, en 828.

### À la recherche de la clavicule
Sirat Al-Bunduqiyyah (sourate de Venise), l'autre titre donné à l'histoire, désigne le dossier concernant les tentatives d'agents secrets arabes – en contact avec des Al-Qadi alexandrins – pour récupérer la pierre. Le premier d'entre eux, Ibn Farid, envoyé en 830, fut étranglé. En 893, Ibrahim Abu, Sarrasin sicilien, n'eut pas plus de chance, puisqu'il fut retrouvé mort près du Rialto. En 904, Saud Khalula de Palerme, aidé de sa Garde noire, faillit réussir. Il la retrouva et la cacha au Fontego degli Arabi, à San Marcilian (sans doute près de l'église San Marziale). Dessinant son emplacement exact, il envoya le message secret au quadi (Al-Qadi) d'Alexandrie. Mais le bateau fut arraisonné par des gendarmes byzantins, qui s’emparèrent du document. Quant à l'agent il se noya dans le canal de la Madonna dell'Orto en tentant de s'enfuir. Ce fut probablement le dernier à être en possession de la pierre.

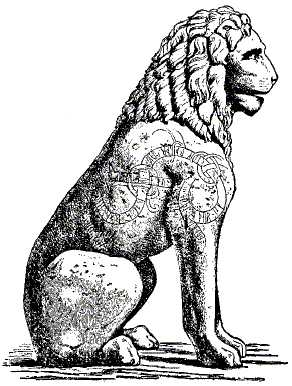
Lion du Pirée, à l'Arsenal de Venise et ses runes gravées.

Vers 1040, des guerriers Varegs partirent de Novgorod et arrivèrent à Byzance, où ils devinrent les « chiens de garde du Basilée ». L'un d'eux, Oleg, accompagnant son chef Asmund, fit partie de la garde de l'impératrice Zoé la Porphyrogénète et de son mari Michel le Paflagon. Une nuit, un marin levantin raconta au guerrier l'histoire de la pierre, qui était alors cachée sous le Sceau de Salomon, dans l'Escalier des rencontres du Fontego degli Arabi. Il tua le marin et, plus tard, l'Empereur l'envoya combattre ses ennemis en Grèce. Au Pirée (principal port d'Athènes), lui et son armée, menée par le futur Harald III de Norvège, anéantirent l'ennemi. Il grava alors sur la statue d'un lion gardant une fontaine les indications nécessaires pour trouver la Clavicule. Le guerrier mourut plus tard dans une conjuration. Quant au lion, il fut justement emmené par le doge Francesco Morosini en 1687 pour être installé à l'Arsenal de Venise. Cette histoire fut sûrement inspirée par celle de ce même Harald, qui grava lui-même des runes sur la statue, peut-être originaire de Délos (cf. Le Pirée : Moyen Âge et domination ottomane).
En 1335, le géographe arabe Ibn Battûta vint incognito à Venise pour récupérer la pierre, sans succès. Il grava alors des caractères arabes sur le côté gauche de la chaire de Simon Pierre (celle visible dans l’église de San Pietro di Castello). Le géographe y laissa des indications de la maison de Hamir Ben R'yobah, dit le Chameau, supposant que la clavicule y était cachée. Il s'agit sans doute du fameux Fontego degli Arabi, devenu depuis la loge maçonnique RL Hermès.
En avril 1921, Corto Maltese s'y rend et un frère franc-maçon lui parle de l'Escalier des rencontres. Des sculptures y font figurer les chevaliers teutoniques qui luttèrent aux côtés des Templiers et des Vénitiens contre les Génois, leurs rivaux de longue date. En remerciement, ces chevaliers reçurent le bâtiment. Quant à l'Escalier des rencontres, une légende dit que chaque année, la nuit du 24 au 25 avril (jour de la Saint-Marc), d'étranges rencontres s'y produisent. Corto est ainsi bien décidé à vérifier si cet escalier lui fera rencontrer la Clavicule de Salomon.

## La Venise d'Hugo Pratt

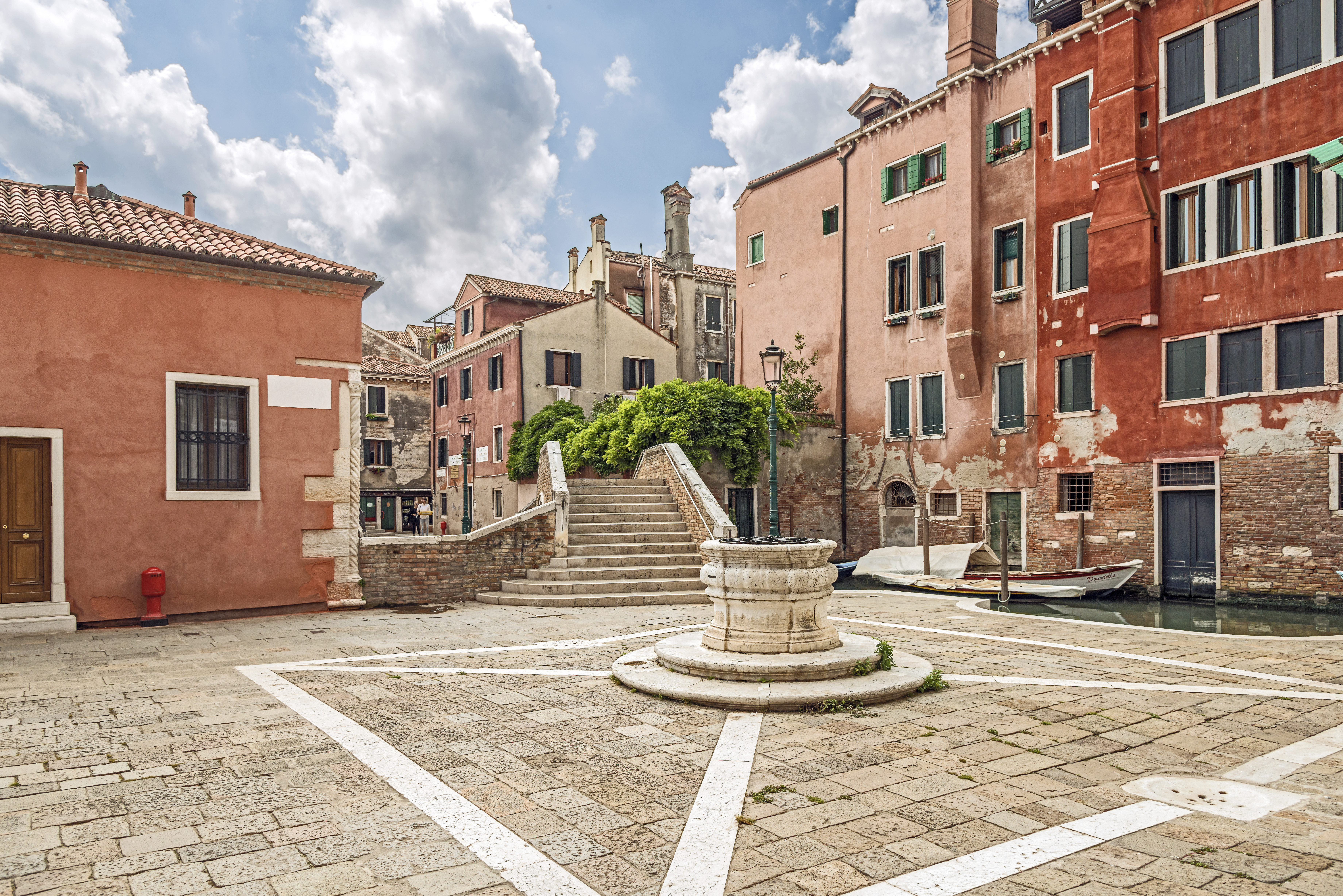
Exemple de Vera da pozzo (puits), situé à Campo San Boldo.

Hugo Pratt, à travers cette BD, rend hommage à la ville où il a passé son enfance et une partie de sa vie adulte : Venise. Dans Une grand-mère vénitienne, préface signée par l'auteur et présente dans certaines éditions, celui-ci raconte cette enfance dans cette ville, entourée de mysticisme. Ce récit fournit aussi quelques clés de compréhension pour l'histoire, détaillant certains aspects de la culture vénitienne qui ont servi de source d'inspiration. C'était la première fois qu'il rédigeait lui-même la préface d'un de ses albums. Elle fait partie depuis de morceaux choisis, employés dans les écoles italiennes.

### Une enfance vénitienne
Durant son enfance, sa grand-mère lui demandait de l'accompagner dans le vieux ghetto chez une de ses amies, Mme Bora Levi, dont la maison était accessible par un escalier extérieur, "l'escalier fou" (ou celui "des rats d'égouts", ou le "turc"). À l'intérieur, pendant que les dames discutaient, le jeune garçon s'ennuyait et observait attentivement la centaine de médaillons sur le mur, dont les personnages en uniforme de Habsbourg ou tenue de rabbins semblaient sévèrement le fixer. Pour passer le temps, il regardait alors par la fenêtre de la demeure, donnant sur une cour. Appelée par l'auteur la Corte sconta detta Arcana (Cour secrète dite de l’Arcane), il la décrit comme herbeuse et au puits vénitien couvert de lierre. On y accédait en passant sept portes, chacune d'elles étant gravée du nom d'un shed (démon de la caste des Shedim, descendants d'Adam et Lilith), qu'il fallait prononcer pour l'ouvrir. Lorsque la dame juive l'y emmena, elle tenait un "menorah", dont elle soufflait une bougie chaque fois qu'elle ouvrait une porte. Dans la cour, il y découvrit des sculptures et de curieux graffitis, figurant par exemple une vache à un seul œil, un cercle tracé sur le sol pour y faire danser une jeune fille nue, des anges déchus (Sataël, Samaël et Amabiel), un papillon nommé Aurelia, etc. Cette cour est peut-être la Corte Botera, située près de la Basilique San Zanipolo. Elle est accessible par un passage le long de la Fondamenta Felzi, actuellement fermé par une grille, situé après le pont.
Dans le récit, la dame fit ensuite sortir le jeune Hugo par une porte du fond, conduisant à une ruelle aux herbes hautes. La longeant, elle lui fit découvrir une autre place merveilleuse. Dedans s'y trouvait une très belle dame entourée d'enfants, qui jouaient autour d'un gigantesque papillon en morceaux de verre colorés : Aurélia (papillon gnostique). Le bédéiste souligne que ces deux placettes, reliées par une ruelle cachée (qu'il nomme "Passage Étroit de la Nostalgie"), représentent deux mondes secrets. Ce sont respectivement les disciplines talmudiques et les disciplines philosophiques ésotériques judéo-gréco-orientales.
Quant aux enfants juifs jouant dans ces cours, ils lui apprirent diverses choses, dont certaines furent utilisées dans la conception de cette histoire. Il découvrit ainsi Abraxas de Basilide, Simon le Magicien, Hypatie, la Clavicule de Salomon, l'émeraude de Satan, etc. en plus de connaître les noms de Carpocrate, Origène, Tertullien, Menander ou Saturninos.

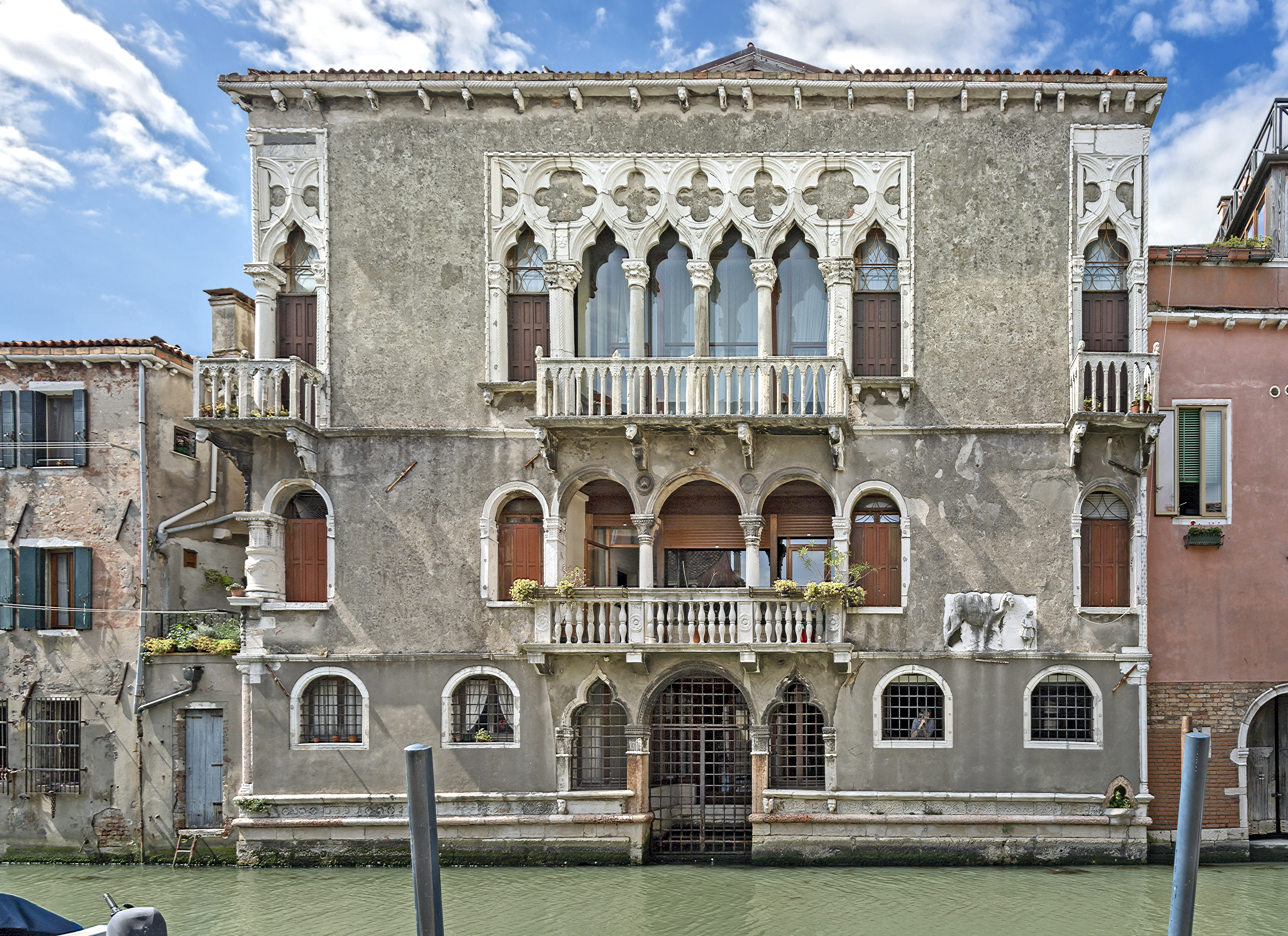
Palazzo Mastelli del Cammello, au bord du Rio de la Madona de l'Orto. Ses murs sont ornés des statues de trois frères arabes et de celle d'un chameau.

En revenant chez lui, à la Bragora (peut-être près de l'Église San Giovanni in Bragora), à l'autre bout de la ville, il passait par le Rio della Sensa. Là, à côté du Campo dei Mori, il scrutait la façade du "Fontego des Maures ou des Sarrasins" (visiblement le Palais Mastelli del Cammello). Il pouvait voir sur les murs les statues des trois frères arabes à qui appartenaient la maison - El Rioba, Sandi et Afani - en plus de celle d'un chameau (ayant donné son nom à la demeure). Cette demeure n'est autre que le Fontego degli Arabi, où sera cachée la pierre dans l'histoire. Posant des questions sur cette maison à sa grand-mère, celle-ci, très embarrassée, lui répondit que ce n'était pas des questions à poser. Ces silences au sujet des Arabes et autres peuples qualifiés de Sarrasins attisaient la curiosité de l'auteur au point de lui faire questionner sa famille. Il découvrit alors que du côté de sa mère, il avait des origines espagnoles par les Genero, venant de Tolède. Ceux-ci étaient auparavant des Séfardo-marrane, convertis au catholicisme lors des persécutions de 1390 en Espagne, durant la Reconquista. Une autre partie de sa famille avait des liens de parenté avec les Azim, souffleurs de verre byzantins à Murano.
Toujours dans sa famille, un sujet de conversation récurrent concerne les marchands et espions arabes, venus chercher dans cette ville ce que les pirates vénitiens leur avaient pillé. C'est ainsi qu'un de ses oncles le mena près de San Marsial (voir Église San Marziale) et lui montra, sur une placette, une chauve-souris en marbre vert dans une niche d'albâtre. Il lui dit que c'était le symbole d'une secte d'aventuriers sarrasins, alliée des Templiers et des Chevaliers teutoniques.

### De Venise à l'Éthiopie
Bien plus tard, le futur auteur partit pour l'Éthiopie, où il rencontra une communauté gréco-arméno-judéo-égyptienne, où il retrouvait l'ambiance vénitienne. Dans les bibliothèques de Debra Markos, Debra Ghiorghis (peut-être nom italien donné à Bahir Dar), Debra Mariam (en), il trouva des livres et des représentations coptes du Roi Salomon et de la Reine de Saba. Ces ouvrages lui apprirent que dans la vie des hommes qui veulent savoir, il y a toujours les sept portes secrètes. Il y retrouva ainsi plus ou moins ce qu'il avait découvert dans la fameuse cour. Et des amis d'Afrique orientale lui racontaient des histoires, telles que les voyages d'Enoch et les Jardins de l'Eden. Lors de la guerre, il alla en Dankalie et en Ogaden. Un chamelier lui expliqua que, pour entrer dans le Al-Jannah al-Adn (le Jardin d'Eden), il faut ouvrir sept portes dans le désert, nécessitant d'apprendre le nom d'autant d'anges terribles de la tribu des Shaitans (Satan). Ou bien, il fallait se faire accompagner d'un poète ayant une clé d'or sous la langue. Enfin, un Arabe d'Érythrée lui dit que dans sa langue, Giun Al-Banadiqin (Golfe des Vénitiens) désigne l'Adriatique et Al-Bunduqiyyah, Venise. Ce nom figure dans le second titre de l'aventure, Sirat Al-Bunduqiyyah (sourate de Venise).

### À la recherche de souvenirs d'enfance
De retour dans la ville de son enfance avant la fin de la guerre, Hugo Pratt découvrit que les maisons du ghetto étaient fermées, les Juifs qui les avaient fuies se cachaient chez les Vénitiens. La nuit, il entendait parler à nouveau d'anciennes histoires arabo-espagnoles, ainsi que de la ville cabalistique de Safed (Palestine). C'est là où se trouvait la tombe de Simon Ben Yohai, auteur présumé du Zohar, le "Livre des Splendeurs" (ouvrage fondamental de la Kabbale).

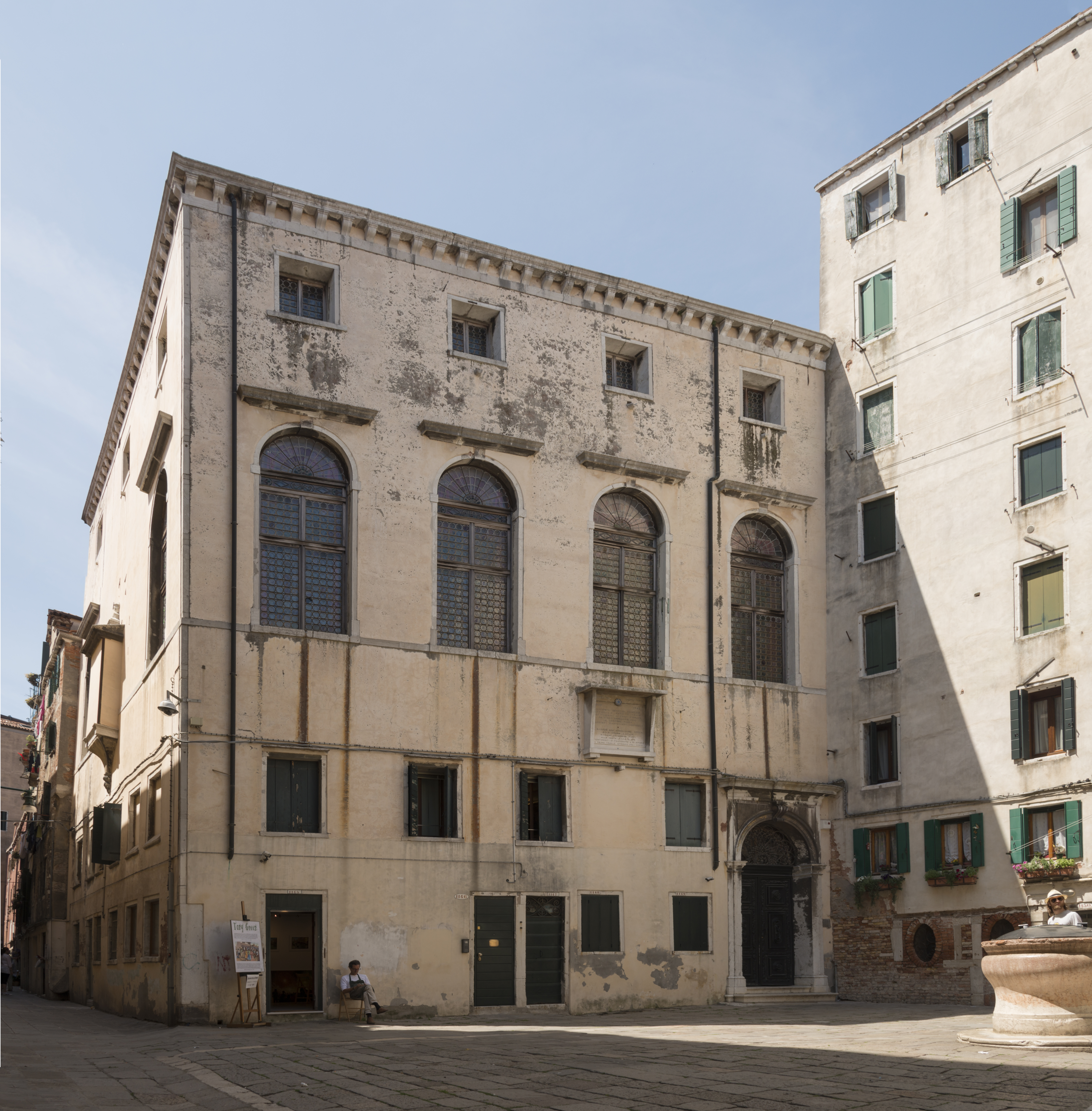
Sinagoga spagnola, avec la plaque commémorative (visible sur ce lien de Wikimedia Commons).

Après la guerre, bien qu'errant autour du monde, il revint sans cesse dans la Cité des doges. Mais marchant à travers les ruelles et les canaux, il découvrit sa ville changée. Il n'y avait plus les crabes sur les rives qui paressaient au soleil l'après-midi, ni les personnes qui ont accompagné son enfance, comme Mme Bora Levi, ni encore "l'escalier fou". Il ne reconnut pas les lieux qu'il avait connus, ayant alors changé. Et on ne sait pas quoi répondre à ses questions, des jeunes ne savant pas ou des vieux ne voulant pas se souvenir. Il retrouva quand même la trace de l'amie de sa grand-mère, en découvrant son nom gravé sur une plaque de marbre à côté de l'entrée de la Schola Española. Cette plaque mentionne le nom des Juifs déportés qui ne sont pas revenus après la guerre. Ils n'étaient pas nombreux, la ville ayant caché ses Juifs dans ses "Cours Secrètes", ses "Arcanes".
Finalement, en cherchant bien, l'auteur retrouve des traces de la Venise de son enfance. De l'autre côté du Ponte Ebreo, dans les bistrots, on joue encore avec de vieilles cartes arabes, à la Sarrasine, la Mahométane ou la Belle Juive, jeux d'Orient et d'Espagne. Ainsi, les Juifs marranes avaient conservé leurs cartes et les vieilles clés des maisons espagnoles sur l'huisserie des portes vénitiennes. Sa grand-mère lui avait d'ailleurs légué les deux : un jeu de cartes arabes (sûrement magiques) et une clé de Tolède, en même temps que son fatalisme ironique. Sur la Fondamenta conduisant à la Madonna dell'Orto et San Marcilian, un palais (le Palais Mastelli del Cammello ?) est orné d'une croix teutonique, d'une rose et d'un chameau de pierre. Si cela ne dira rien au premier venu, un Vénitien de cœur comprendra que le symbole teutonique cache une énigme, tout comme la rose s'enroulant autour d'une croix et le chameau.

### Venise cosmopolite
À travers le récit de son enfance et l'aventure de son héros, l'auteur nous brosse le portrait d'une Venise méconnue, très cosmopolite, au cœur de l'Europe et de la mer Méditerranée. Dans son récit s'y croisent ainsi Italiens, Anglais, Espagnols, Juifs, Arabes, Byzantins, Scandinaves, Grecs, Égyptiens, Polonais... Ces descriptions précises de Venise, vues par quelqu'un qui y a vécu, montre que cette ville résulte donc du mélange de nombreuses cultures s'y côtoyant, riche de très multiples influences. Tout comme Hugo Pratt lui-même,.

## Anecdotes
Venise comporte une villa nommée Jardin d'Eden, justement fréquentée par le baron Corvo, parmi tant d'autres artistes. Elle apparaît également dans le roman de Gabriele D'Annunzio Il fuoco (Le Feu, 1900).

## Genèse du récit
Hugo Pratt devait réaliser quelque chose sur Venise avec Alberto Ongaro, artiste italien avec qui il avait l'habitude de travailler. Mais comme ils ne s'étaient pas mis d'accord sur leur œuvre commune, ils ont réalisé la leur chacun de leur côté : le second a écrit La taverna del doge Loredan (1980), alors que le premier a réalisé une bande dessinée.
La franc-maçonnerie étant au cœur du récit, le bédéiste a consulté plusieurs frères, afin d'éviter de dires des bêtises à leur sujet. Il a bien sûr pris ses précautions. Mais lorsque le scandale éclata en 1981 à propos de la loge clandestine P2, il lui a été demandé s'il était lui-même franc-maçon. Il a dû répondre « ni oui ni non » : bien qu'il ne le fût pas encore à l'époque, il lui aurait semblé commettre une trahison en répondant non après que des frères l'avaient aidé[réf. nécessaire].

## Hommages et popularité de l'épisode
- Cet épisode est considéré par beaucoup de lecteurs comme une des meilleures histoires de son auteur. L'album qui en est tiré a d'ailleurs été à plusieurs reprises épuisé dans les magasins.
- Dans HP et Giuseppe Bergman (1980), épisode de la série de bande dessinée Les Aventures de Giuseppe Bergman, Milo Manara rend hommage plusieurs fois à Hugo Pratt, en particulier en utilisant ses initiales dans le titre. De plus, le héros y découvre le manuscrit de la préface de l'album.
- Cette même préface a été enregistrée, avec en accompagnement musical Schéhérazade, de Nikolaï Rimski-Korsakov[1].

## Prépublications
- Italie : Favola di Venezia (Sirat Al-Bunduqiyyah), paraît en couleurs[s] dans le supplément hebdomadaire de L'Europeo, du no 21-22 du 3 juin 1977 au no 51 du 23 décembre 1977.
- France : Fable de Venise (Sirat Al-Bunduqiyyah), paraît en noir et blanc dans les no 12 à 15, du mensuel (À suivre) en 1979.

## Albums édités en France
Scénario et dessins de Hugo Pratt avec la collaboration de Guido Fuga pour les dessins concernant l’architecture de la cité vénitienne.

### Première édition

#### Album broché – noir et blanc
- Fable de Venise (Sirat Al-Bunduqiyyah)[t]A∴ L∴ G∴ D∴ G∴ A∴ D∴ L∴ U∴[u] (préface de Hugo Pratt : Une grand-mère vénitienne), éd. Casterman, coll. « Les romans (À SUIVRE) », 1981  (ISBN 2-203-33405-3)

### Rééditions

#### Album broché – noir et blanc
- Fable de Venise (nouvelle couverture), éd. Casterman, 2001  (ISBN 2-203-33490-8)
- Fable de Venise, Casterman 2011, coll. "Corto Maltese en noir et blanc", couverture souple à rabats, format 23,5/29,5  (ISBN 978-2-203-03365-8).

#### Albums reliés – couleurs
- Fable de Venise (Sirat Al-Bunduqiyyah) A∴ L∴ G∴ D∴ G∴ A∴ D∴ L∴ U∴ (format 27x31, introductions illustrées de documents et aquarelles de Hugo Pratt : Une grand-mère vénitienne, La Franc-Maçonnerie, Manifeste maçonnique), éd. Casterman, 1984  (ISBN 2-203-33604-8)
- Fable de Venise (format 23.5x30.5 avec jaquette, documents et aquarelles de Hugo Pratt), éd. Casterman, 1998  (ISBN 2-203-34414-8)
- Autour de Corto - Fable de Venise, Une lecture guidée à travers l'œuvre de Pratt (format 29,5x30), éd. Casterman, 2007  (ISBN 978-2-203-38301-2)
- Fable de Venise (format 21.5x29, préface de Marco Steiner, photos de Marco d'Anna : Rosée, rosace, chevaliers et secrets), éd. Casterman, série Corto Maltese, tome 10, 2009  (ISBN 978-2-203-02448-9)

#### Petits formats brochés - couleurs
- Fable de Venise, éd. Casterman, série Corto, tome 25, paru le 11 février 2009  (ISBN 978-2-203-00793-2)
- Fable de Venise, éd. Magnard/Casterman, coll. Classiques & Contemporains & Bande Dessinée[v], no 2, paru le 15 juin 2009  (ISBN 978-2-210-76151-3)